# Chiesa di San Francesco all'Immacolata (Messina)

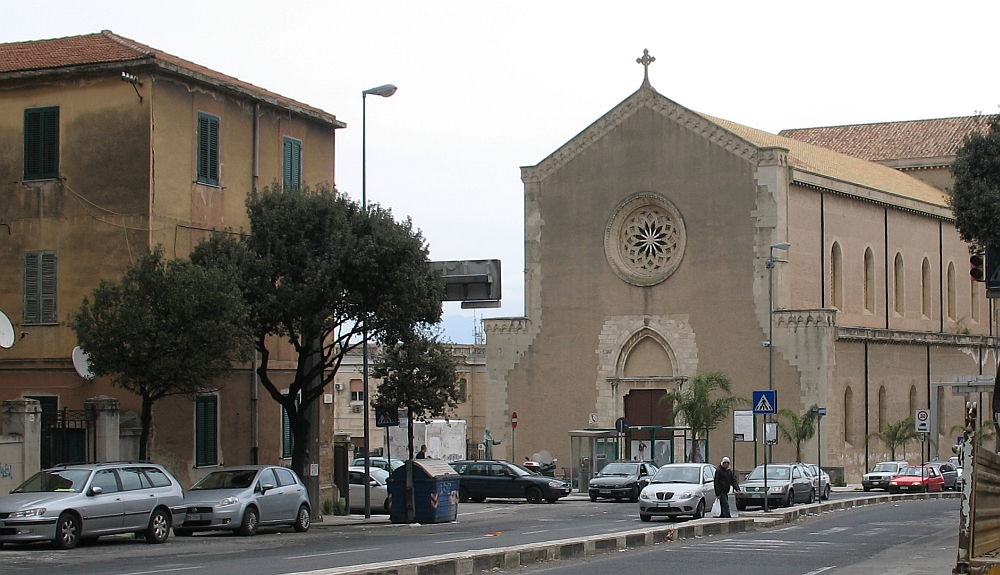
Facciata

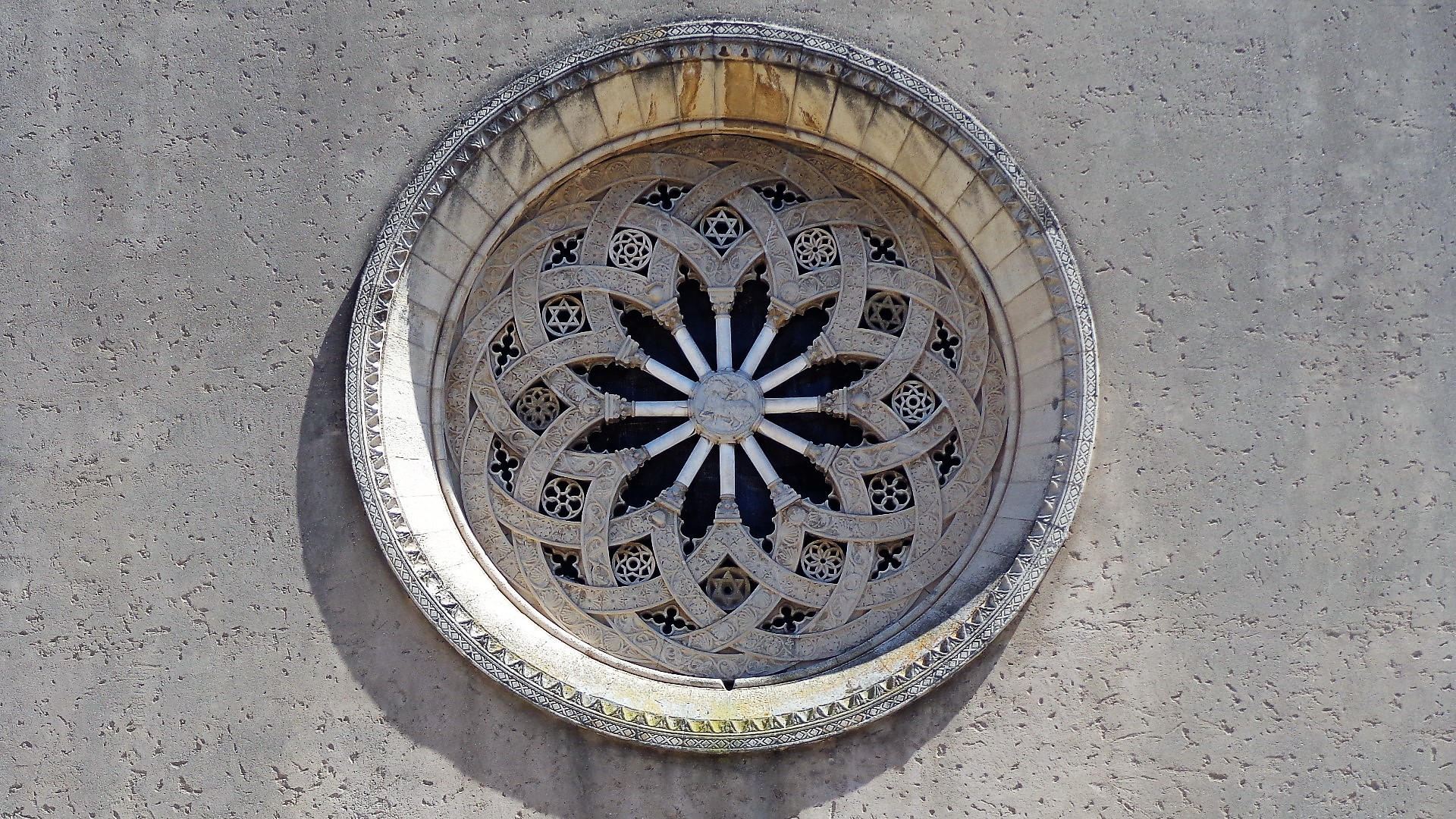
Rosone

Il santuario di San Francesco d'Assisi all'Immacolata si trova a Messina.
È un imponente tempio, la seconda chiesa di Messina per dimensioni, che sorge sul viale Boccetta e le cui possenti absidi merlate sono raffigurate nel dipinto Cristo in pietà sorretto da tre angeli di Antonello da Messina che si trova al museo Correr di Venezia. Primo tempio dell'ordine francescano in Sicilia, edificato in periodo angioino nel 1254, in onore di San Francesco appena 28 anni dalla sua morte per volere di alcuni nobili messinesi e degli stessi frati. La prima pietra fu benedetta dal Papa Alessandro IV, vi soggiornò al suo passaggio da Messina sant'Antonio di Padova. La sua slanciata ed imponente architettura riecheggia forme nordiche.

## Storia

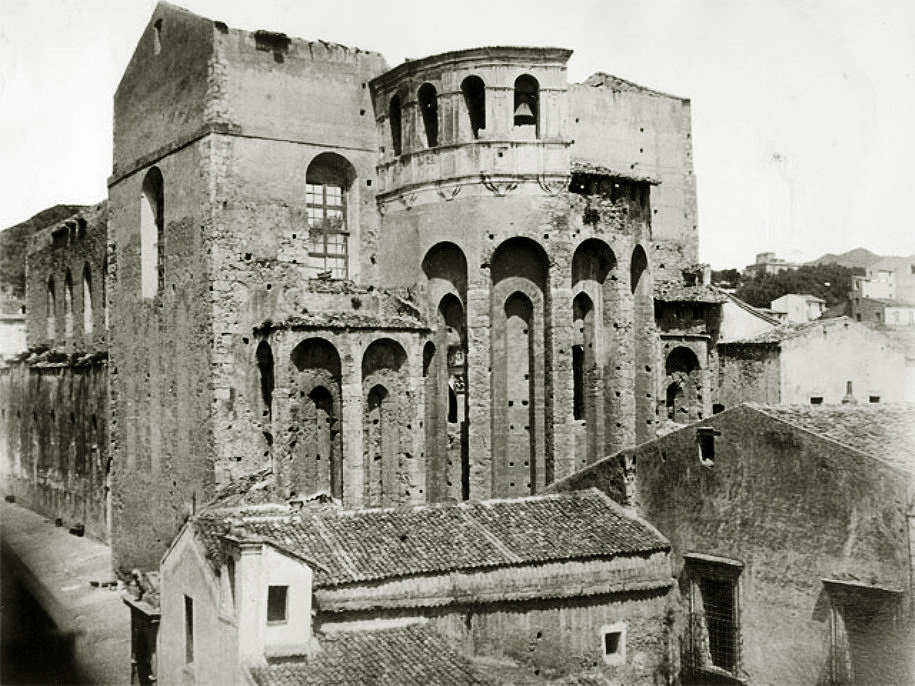
La chiesa vista dalla parte delle absidi dopo l'incendio del 1884.

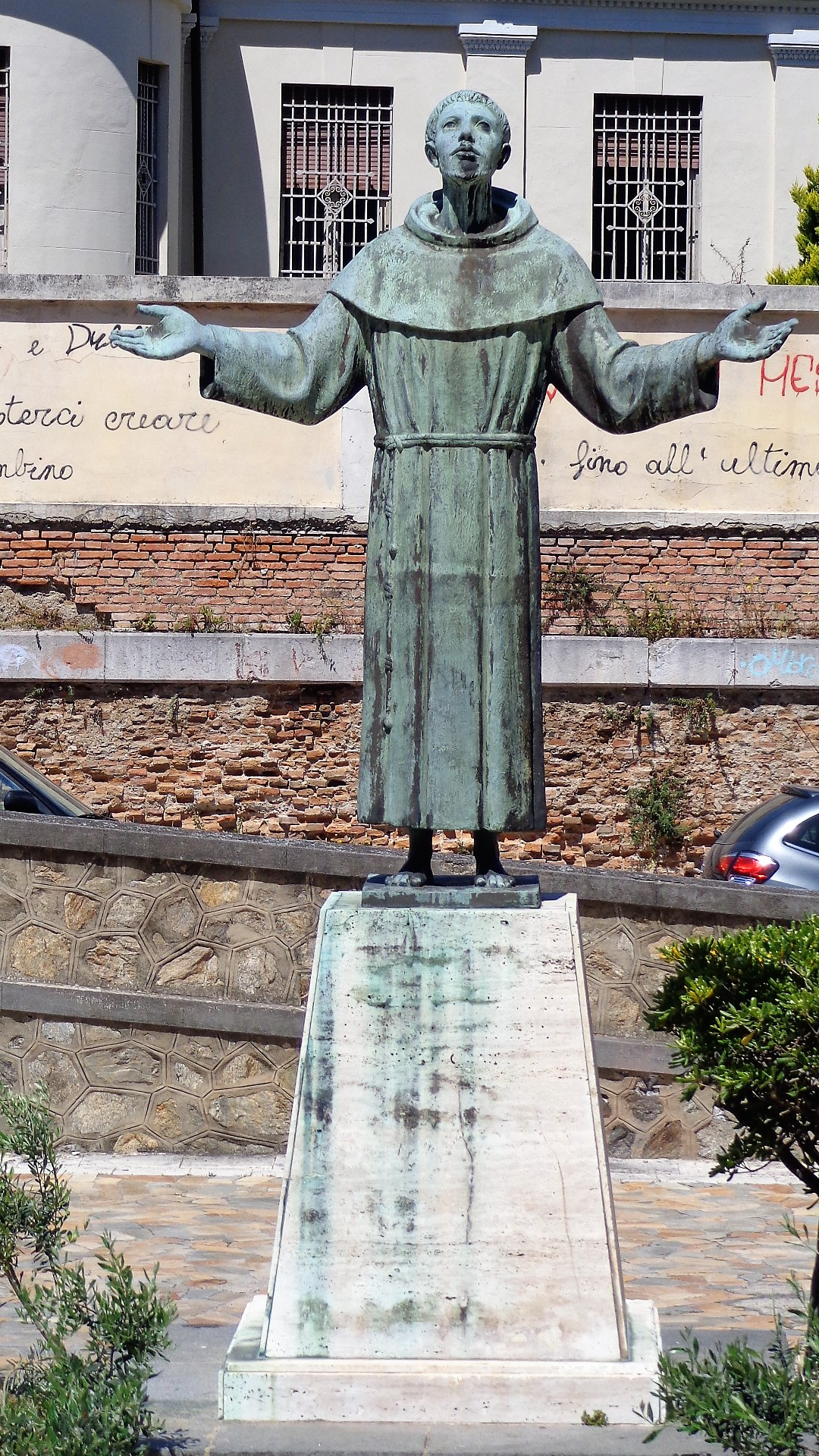
Statua San Francesco d'Assisi.

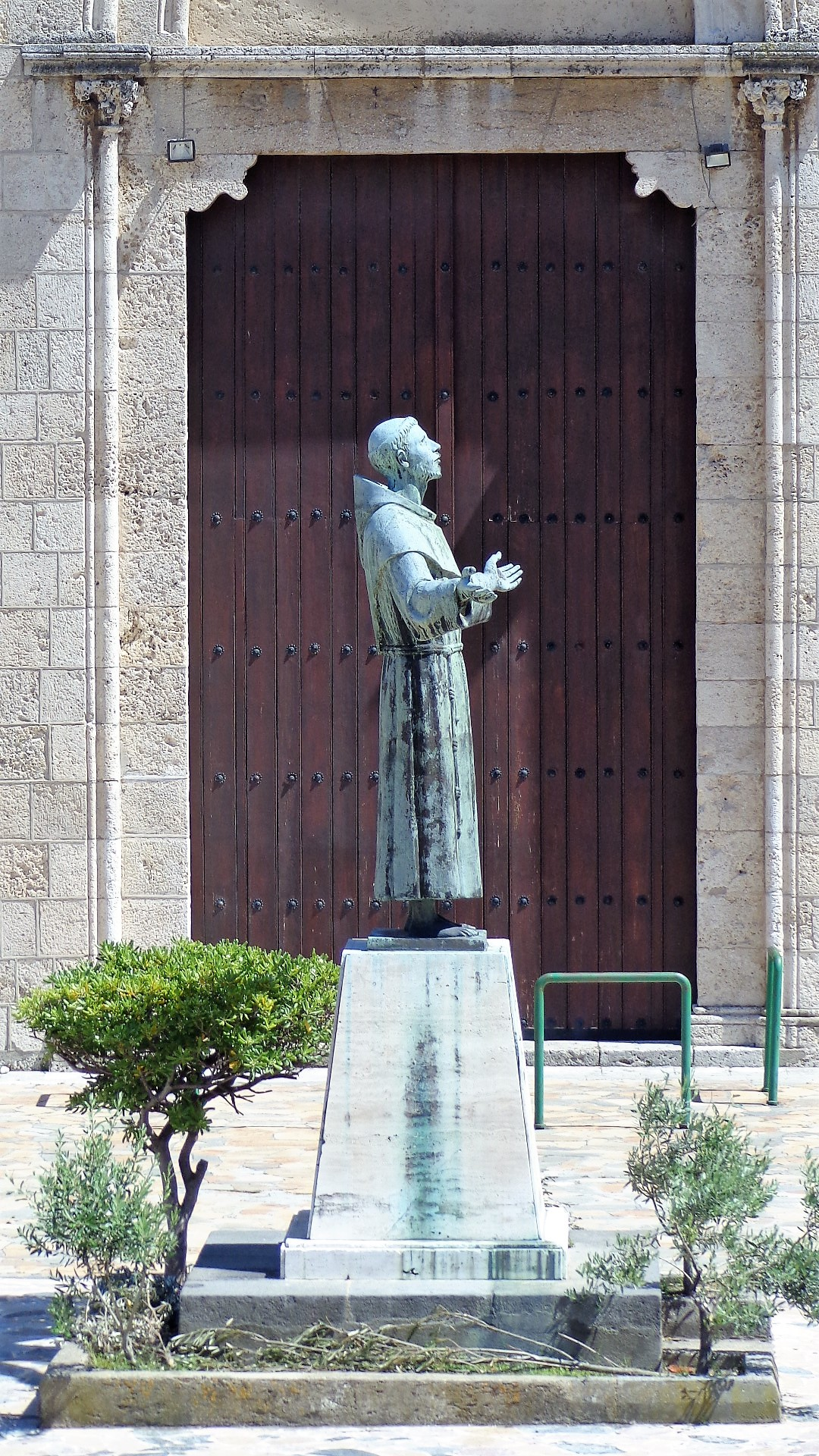
Portale e statua San Francesco d'Assisi.

### Epoca delle origini dell'edificazione
- 1212: arrivo e insediamento dei primi membri dell'Ordine dei frati minori a Messina presso la piccola chiesa di San Leone nell'omonimo borgo cittadino.[5]
- 1216: assegnazione della sede conventuale nei pressi del torrente e della primitiva chiesa di Sant'Orsola collocata al di fuori delle mura cittadine, abbandono della primitiva struttura. Sono segnalati continui dissidi e battibecchi fra religiosi dell'Ordine francescano e quelli dell'Ordine domenicano circa le contese territoriali e giurisdizione dei rispettivi istituti.[5]
- 1221: il taumaturgo Antonio di Padova è ospite presso l'istituzione in seguito al naufragio sulle coste siciliane avvenuto al rientro dalla missione in Africa.[6]
- 1255 5 gennaio: a Napoli, papa Alessandro IV benedice la prima pietra per la nuova chiesa,[7] promotrici secondo tradizione, le nobildonne Violante Palizzi, Eleonora da Procida, Beatrice Belfiore.[8]

### Epoca tra il XIII ed il XIV secolo
Tra i patrocinatori Federico III di Sicilia, la nuora Elisabetta di Carinzia e il nipote Federico IV di Sicilia che vi costruì il convento. Lo stesso Federico IV, il 13 ottobre 1370 - mentre era in compagnia dell'arcivescovo Dionisio de Murcia - proprio all'uscita di una cerimonia tenutasi in questo tempio, subì un attentato.
Come Cappella Reale, il tempio ospitò le tombe di Federico IV di Sicilia † 27 luglio 1377, di sua madre Elisabetta di Carinzia † 1352c., dei duchi di Randazzo Guglielmo d'Aragona e Giovanni d'Aragona. Anche Camiola Turinga, celebre donna messinese, fu sepolta in questa chiesa dove nel '500 il matematico Francesco Maurolico le rese visita.

### Tra l'Epoca rinascimentale e il XIX secolo
- 1512: realizzazione del coro intagliato simile a quello esistente a Palermo attribuito a Giovanni e Palo Gili, e in seguito rovinato dall'incendio del 1884.
- 1535 ottobre: Carlo V d'Asburgo durante la visita a Messina di ritorno da Tunisi lo dichiara Magna Domus Messanensis, istituto capo della provincia, già proto-convento francescano dell'isola[4] e Cappella Reale.
- 1554, I resti mortali dei sovrani di Regno di Trinacria sono collocati in un unico sarcofago recante un bassorilievo raffigurante il Ratto di Proserpina, manufatto posto dietro l'altare maggiore.[11][9]
- Il 2 agosto 1655 il Viceré di Sicilia Rodrigo Díaz de Vivar Sandoval Hurtado de Mendoza, duca dell'Infantado, invitò l'arcivescovo di Messina Simone Carafa, i vescovi Marco Antonio Gussio di Catania, Giovanni Antonio Capobianco di Siracusa, Ferdinando Sanchez de Cuellar di Girgenti, Juan Lozano di Mazara del Vallo, Francesco Gisulfo e Osorio di Cefalù, Ludovico Alfonso de Los Cameros di Patti e vescovo supplente di Monreale, esortandoli a fare lo stesso solenne giuramento - ovvero di porre l'intero Regno sotto la celeste guida della Vergine Immacolata - e promuoverlo nelle rispettive diocesi.[13]
- 1666: il pittore Antonino Catalano il Giovane fu sepolto in questa chiesa.
- 1721: ricostruzione in stile barocco, per ovviare in parte ai danni arrecati dalle scosse del terremoto del Val di Noto del 1693 che arrecò danni alle coperture del tetto.
- 1799: ricostruzione per riparare i danni del terremoto della Calabria meridionale del 1783, campagna diretta dall'abate Giacomo Minutolo.[3]
- 1884 23 luglio:[14] devastata da un violento incendio che distrusse gli interni e il tetto ligneo, lasciando in piedi solo le mura perimetrali. Degli abbellimenti si salvano solo le statue di San Francesco d'Assisi, dell'Immacolata Concezione e di Sant'Antonio di Padova. Quest'ultima statua in seguito sarà collocata nei giardini del chiostro.

Negli ultimi decenni del XIX secolo sono stati eseguiti lavori di restauri diretti da Giuseppe Patricolo.

### Epoca contemporanea
- 1908 28 dicembre: il terremoto di Messina provoca il crollo di una parte delle strutture. Solo gli imponenti contrafforti delle arcate absidali strombate e merlate resistettero al sisma.
- 1923, 9 dicembre: su progetto dell'ingegnere Letterio Savoja è condotta la ricostruzione volta a riprodurre la pianta e lo stile dell'antica chiesa utilizzando i conci superstiti. I lavori, effettuati dalla ditta fratelli Cardillo dal febbraio 1926 al novembre 1928, costarono circa sette milioni di lire: i ruderi superstiti furono restaurati e fu ripristinato il resto dell'edificio utilizzando parti e il materiali crollati.
- 1928 25 novembre: la chiesa è solennemente consacrata e riaperta alle pratiche di culto.
- 1954: nuovo ciclo di restauro per la riparazione dei danni subiti in seguito ai bombardamenti causati durante la Seconda guerra mondiale.
- 1965: nella piazzetta della chiesa è collocata la statua bronzea raffigurante San Francesco d'Assisi, opera dello scultore messinese Antonio Bonfiglio.
- 1992: l'altare maggiore è sostituito con un nuovo manufatto, l'abside è rimodulata con un crocifisso al centro.

## Interno primitivo

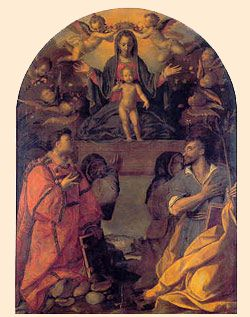
Madonna dell'Itria, Alessandro Allori, Museo regionale di Messina.

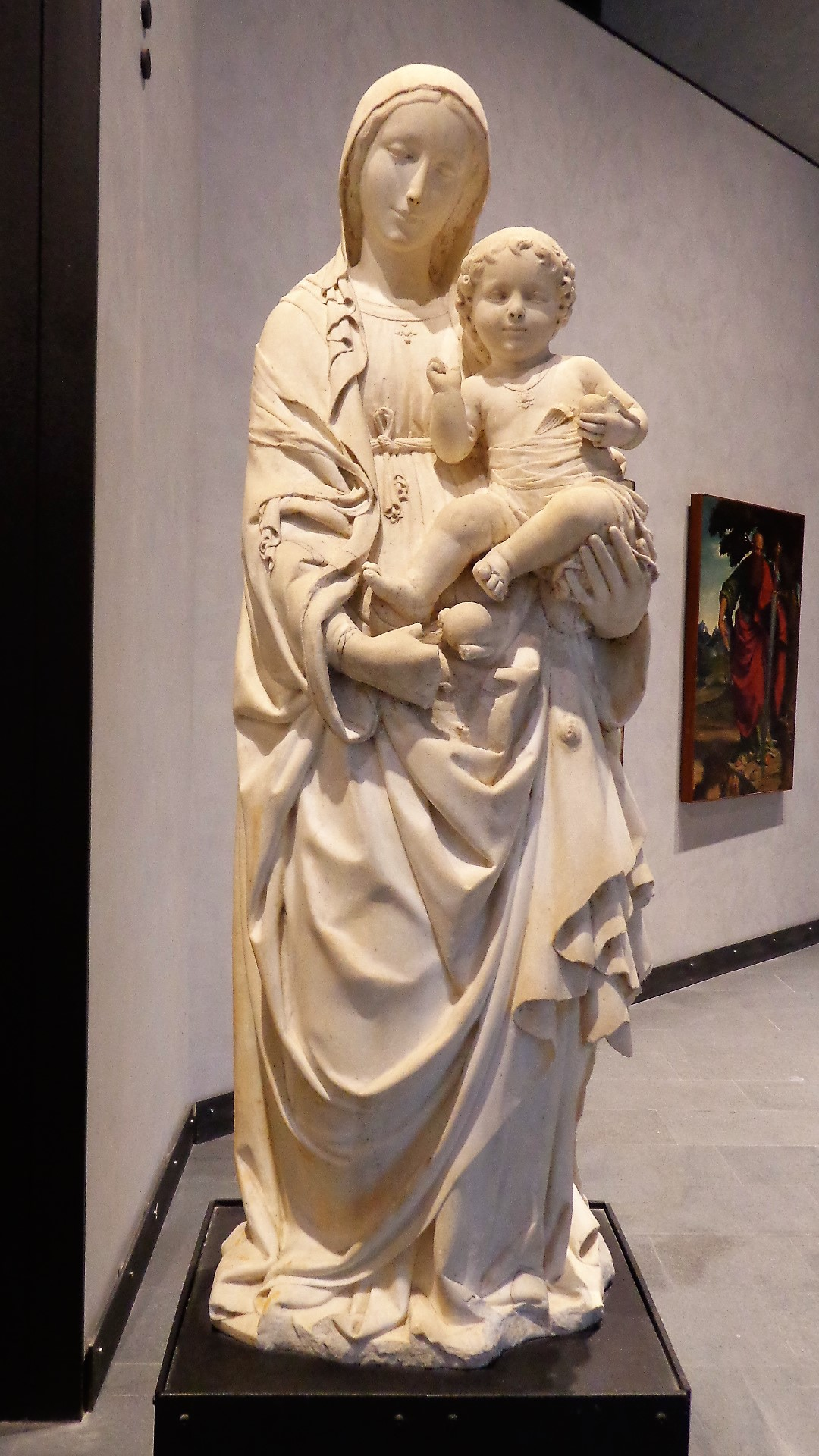
Madonna degli Angeli o Vergine della Porziuncola, Antonello Gagini, Museo regionale di Messina.

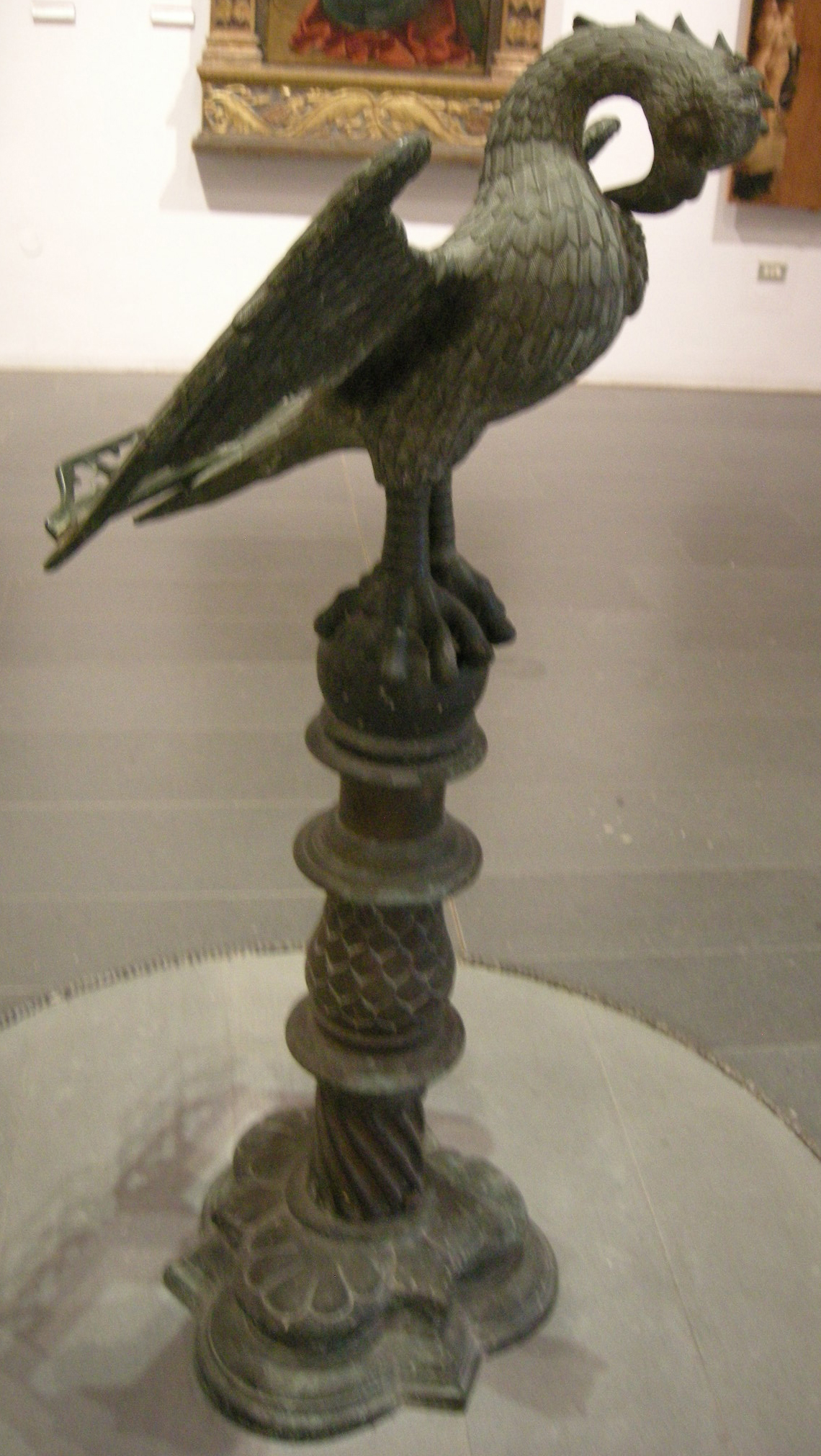
Leggio, Museo regionale di Messina.

Documentazione dell'impianto rinascimentale:

### Navata destra
Sepolcro, manufatto marmoreo a forma di altare del XVI secolo, monumento funebre di Stefano Patti del 1587, opera di Rinaldo Bonanno. Sulla parete è documentato il dipinto raffigurante la Madonna dell'Itria tra San Giuseppe e Santo Stefano, opera di Alessandro Allori del 1590, oggi al Museo regionale di Messina.
- Prima campata: Cappella di Sant'Orsola. Alla parete il Martirio di Sant'Orsola e compagni, dipinto di Andrea Suppa.[3][15][17][18][19][20]
- Seconda campata: Cappella della Madonna del Parto. Alla parete la Madonna con Bambino raffigurata fra San Diego Confessore, San Francesco d'Assisi e Ludovico d'Angiò, dipinto di Antonio Catalano il Vecchio o l'Antico.[19] Nell'ambiente sono documentate sculture lignee raffiguranti la Madonna del Parto diversamente dislocate.
- Terza campata: Cappella della Flagellazione. Alla parete la Flagellazione di Cristo alla colonna, dipinto di Antonio Catalano il Vecchio o l'Antico.[3][15][17][20]
- Quarta campata: Cappella della Vergine. Sull'altare la Madonna orante, bassorilievo marmoreo del XII secolo recante gli attributi postumi della famiglia Campo, manufatto oggi custodito nel Museo regionale di Messina.[3][15]
- Quinta campata: Cappella di San Francesco d'Assisi. Alla parete le Stimmate di San Francesco, dipinto attribuito a Salvatore d'Antonio,[3][19][21] gli affreschi di Vincenzo Tuccari.[3][22]
- Sesta campata: Cappella della Porziuncola. Sulla mensa è collocata la Madonna degli Angeli o Vergine della Porziuncola, statua marmorea di Antonello Gagini, oggi esposta al Museo regionale di Messina.[3][15][17][19]
- Settima campata: ingresso laterale con portale del XIV secolo.
- Ottava campata: Cappella di San Lorenzo o Cappella De Gregorio. Alla parete il Martirio di San Lorenzo, dipinto di Alonzo Rodriguez.[3][19][22][20] Cappella patrocinata dalla famiglia De Gregorio con i sepolcri di Paola De Gregorio Spatafora † 1716, Eleonora De Gregorio Donato † 1719, Lorenzo De Gregorio, Lorenzo De Gregorio.[3][22]

### Navata sinistra
Sepolcro, manufatto marmoreo del XVI secolo, monumento funebre di Angelo Balsamo, barone di San Basilio, † 1507, ammiraglio, attribuito Antonello Freri. Manufatto documentato in una cappella a sinistra della navata prossima all'ingresso, a sua volta addossato alla parete sul lato sinistro, circostanza avvalorata dalla mancata rifinitura dei fregi. Nel 1721, quando la chiesa fu trasformata perché sovraccaricata di decorazioni barocche, fu adattato accanto alla porta maggiore. Dopo il 1783 il manufatto fu riassemblato. Annerito dall'incendio del 1884, per volontà del principe Francesco Marullo di Castellaci, ultimo discendente per ramo materno dei Balsamo, fu restaurato e rimodulato. Sotto una grande elevazione con decori a cassettoni sorretta da colonne con grottesche in rilievo e arabeschi, è ritratto il milite abbigliato in assetto di guerra, orante in ginocchio con le mani giunte, dinanzi ad un leggio drappeggiato di stoffe, su cui sta aperto il libro delle preghiere, in prossimità un paggetto, dritto in piedi, con lo spadino levato, immobile, come in attesa del comando. Nel basamento è raffigurato il mito di Anfitrite e reca l'iscrizione: "CLARISSIMI ANGELI BALSAMI BARONIS DIVI BASILII IN HOC TVMVLO OSSA CONDVNTVR. QVI NONIS AVGVSTI DIEM CLAVSIT EXTREMVM. MDVII."
Dopo il sisma del 1908 l'opera frammentata fu ricomposta nel Museo regionale di Messina.
- Prima campata. Alla parete la Vergine con bambino e Albero degli ordini religiosi, dipinti di ignoto.
- Seconda campata: Cappella di Sant'Antonio di Padova. Alla parete il Sant'Antonio di Padova e due quadri raffiguranti miracoli di Sant'Antonio - Il piede riattaccato[23] e La mula dell'eretico -, attribuiti a Antonio Catalano il Vecchio o l'Antico,[11][23][25] ciclo di affreschi di Nicolò Francesco Maffei.[20]
- Terza campata: Cappella dei marchesi d'Altamira. Ancona, manufatto marmoreo del cinquecento e tre dipinti di Mario Minniti: Natività o Adorazione dei Pastori, Santa Elisabetta adorante il Crocifisso e Santa Margherita da Cortona.[17][23][26][20]
- Quarta campata: Cappella dell'Immacolata Concezione. Alla parete il quadro raffigurante l'Immacolata Concezione, dipinto arricchito da manta d'argento.[23][25]
- Quinta campata: Cappella della Madonna della Lettera. Alla parete la Madonna della Lettera raffigurata fra San Placido e San Francesco d'Assisi, opera di Alonzo Rodriguez,[11][17][23] Giovanni Duns Scoto nell'atto di predicare, dipinto di ignoto.[25]
- Sesta campata: Alla parete i quadri raffiguranti Santa Chiara e Santa Agnese d'Assisi e Santi Cosma e Damiano[17] quest'ultimo opera di Vincenzo da Pavia.[11][23]
- Settima campata: ingresso laterale, collegamento con il chiostro. Alla parete San Francesco moribondo, dipinto d'autore ignoto.
- Ottava campata: Cappella di San Bonaventura. Alla parete il quadro Angelo che comunica con San Bonaventura, dipinto di Andrea Suppa.[17][18][23][25]

### Transetto
- Transetto destro: Cappella di San Giuseppe. Ambiente con la grande tela di Giuseppe Manno raffigurante il Transito di San Giuseppe,[3][19] nelle adiacenze il cenotafio di Girolamo Cappellino, senatore al tempo di Diego Enriquez Guzman, conte di Alba de Lista, viceré di Sicilia.[3][19]
  - Absidiola destra: Cappella del Santissimo Sacramento. Ambiente patrocinato alla famiglia Marchetto, interamente decorato da affreschi realizzati da Filippo Tancredi[3][19][27] con altare di stile barocco in marmi mischi e macchina lignea.
- Transetto sinistro: area probabilmente adibita a sede dell'organo, manufatto ligneo riccamente scolpito nel Seicento da abili maestranze messinesi.
  - Absidiola sinistra. Adiacente a questo ambiente una piccola stanza nella quale è documentata una piccola tavola di Deodato Guinaccia raffigurante la Madonna del Rosario ritratta con San Gerolamo e altri santi. Del 1618c., il monumento sepolcrale in bronzo eretto da Giovanni Lanza alla giovane moglie Francesca Lanza Cybo.[11] Fu ricomposto nel 1905 a spese di monsignore Domenico Lancia di Brolo, arcivescovo di Monreale e discendente della nobile defunta. Il manufatto è oggi ospitato al Museo regionale di Messina.

L'abside centrale - patrocinata dalla famiglia Bonfiglio, con diritto di sepoltura - ospitava uno splendido coro ligneo del 1512, probabilmente opera del palermitano Giovanni Gili, sulla mensa dell'altare maggiore un Crocifisso a tutto rilievo attribuito a Stefano Giordano e ai suoi piedi una statua dell'Addolorata. Nell'area presbiterale è documentato il pregevole leggio in forma di pellicano della prima metà del Cinquecento, dono dell'arcivescovo Ottaviano Preconio, custodito nel Museo regionale di Messina, e il sarcofago romano del III secolo recante scolpito a bassorilievo il Ratto di Proserpina, manufatto riutilizzato come urna sepolcrale di Federico IV d'Aragona, re di Sicilia morto nel 1377, della madre regina Elisabetta di Carinzia, ((?) Guglielmo e Giovanni d'Aragona, duchi di Atene, duchi di Neopatria, marchesi di Randazzo).

## Interno attuale

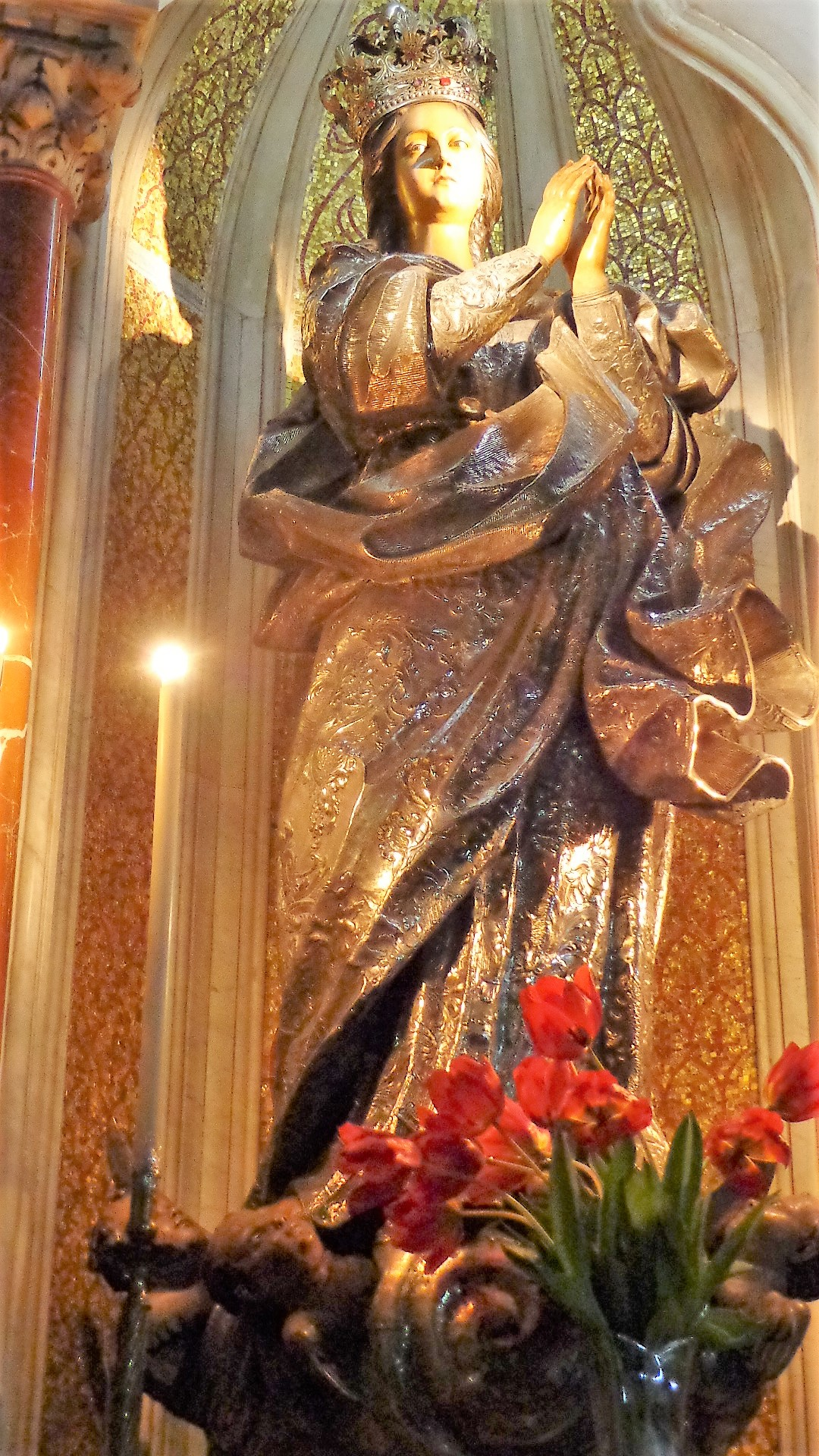
Immacolata Concezione.

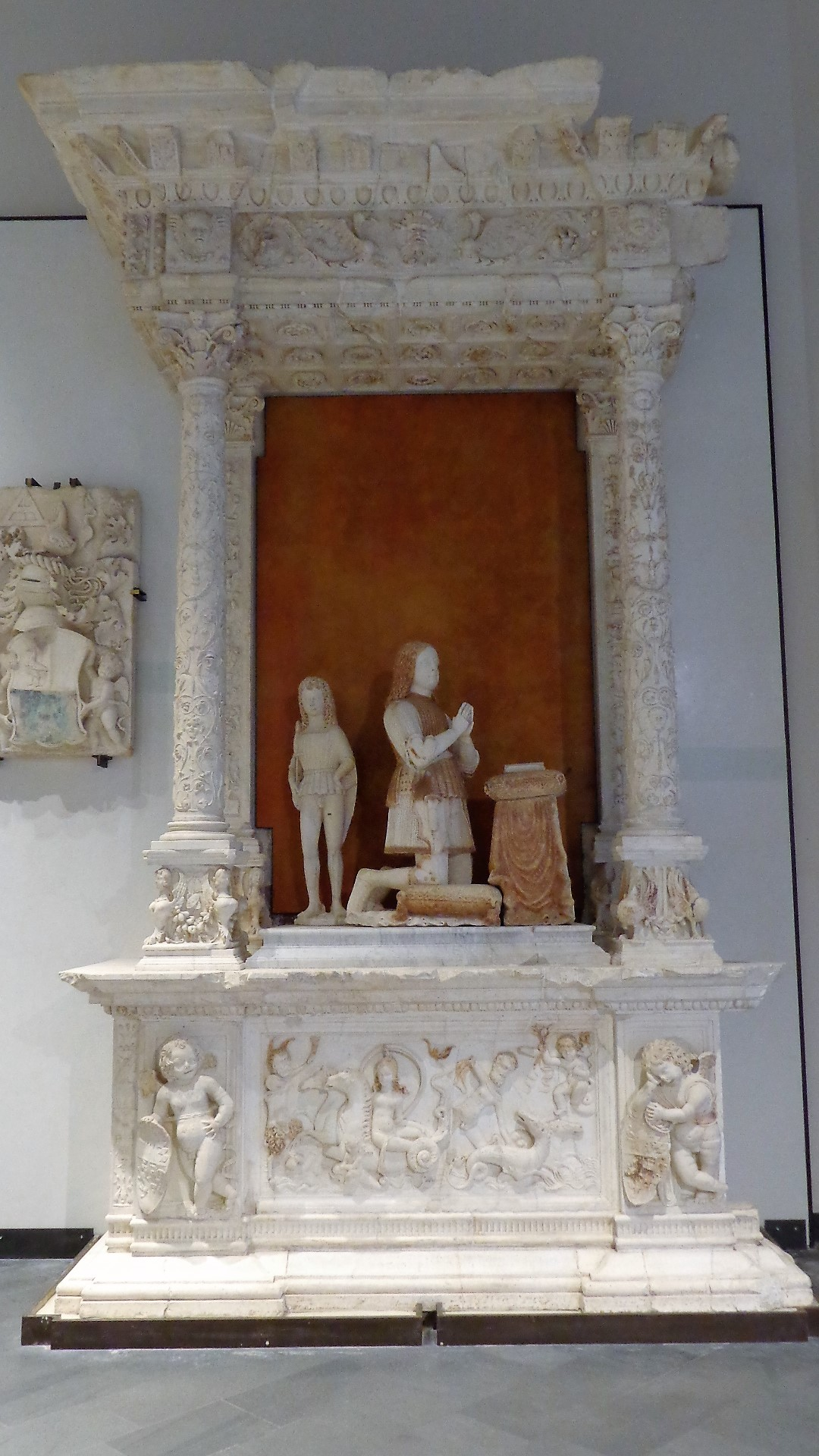
Monumento Balsamo, Antonello Freri. Oggi al Museo regionale di Messina.

Tutti gli altari dell'impianto attuale presentano richiami neogotici.

### Parete destra
- Prima campata: stazionamento monumentale vara processionale.
- Seconda campata: vuota.
- Terza campata: Cappella di Sant'Elisabetta.
- Quarta campata: Cappella di San Michele Arcangelo.
- Quinta campata: Cappella di Sant'Antonio di Padova. La statua raffigurante il Santo, già collocata sull'altare maggiore di questo ambiente, si conserva nei locali del convento. Eseguita in gesso e cartapesta, essa è rivestita nella parte anteriore da una lamina d'argento, riccamente lavorata, che riproduce con estrema finezza e dovizia di dettagli, l'ideale saio del Santo. Dopo la ricostruzione post sisma, sulla mensa si conserva ancora una piastrella del pavimento del distrutto convento, recante tracce ematiche del taumaturgo come conseguenza di una autoflagellazione pubblica come punizione per avere disubbidito al priore, quasi una riparazione per un "peccato di vanità": aver fatto scaturire prodigiosamente una sorgente d'acqua nel giardino del convento.[4][6]
- Sesta campata: Cappella della Madonna della Luce. Presso quest'ambiente è attestata la Confraternita della Madonna della Luce.
- Settima campata: ingresso laterale su viale Boccetta.
- Ottava campata: Cappella del Santissimo Crocifisso con statua dell'Addolorata.

### Parete sinistra
- Prima campata: vuota.
- Seconda campata: pulpito ligneo.
- Terza campata: Cappella di San Massimiliano Maria Kolbe.
- Quarta campata: Cappella di Santa Lucia.
- Quinta campata: Cappella di San Giuseppe da Copertino.
- Sesta campata: Cappella di San Giuseppe.
- Settima campata: Cappella dell'Immacolata Concezione. sull'altare la statua ricoperta in lamina d'argento raffigurante l'Immacolata Concezione, opera di maestranze messinesi del XVII secolo.
- Ottava campata: Cappella del Sacro Cuore di Gesù.

### Transetto
- Braccio destro:
  - Absidiola destra: Cappella del Santissimo Sacramento.
- Braccio sinistro: organo.
  - Absidiola sinistra: Cappella di San Francesco d'Assisi.
- Altare maggiore.

1: Absidi, 2: Cappellone, 3: Crocifisso, 4: Monumento funebre Francesca Lanza Cybo, Museo regionale di Messina

## Opere
- Crocifisso di Tiburzi.

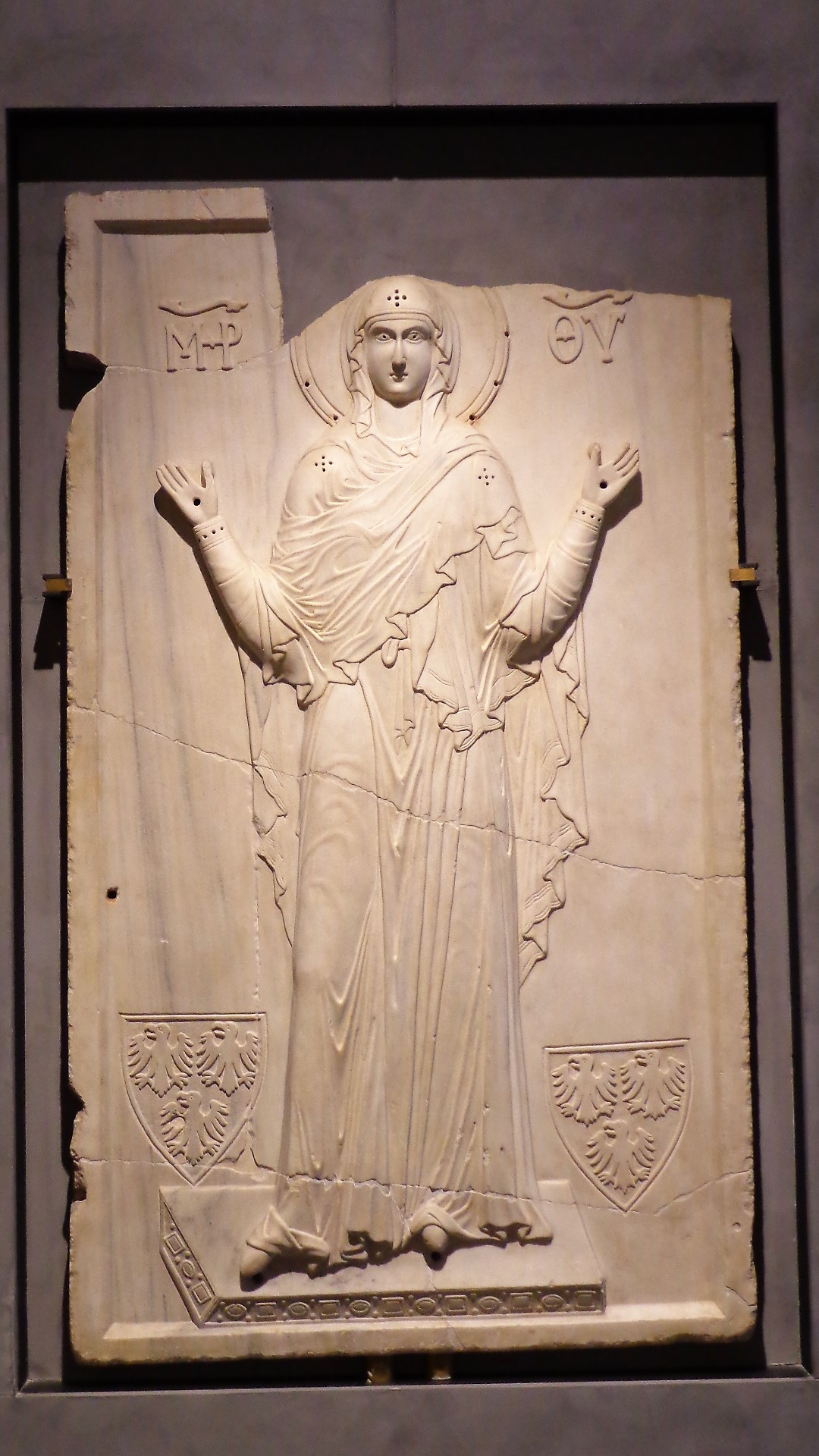
Vergine Orante. Oggi al Museo regionale di Messina.

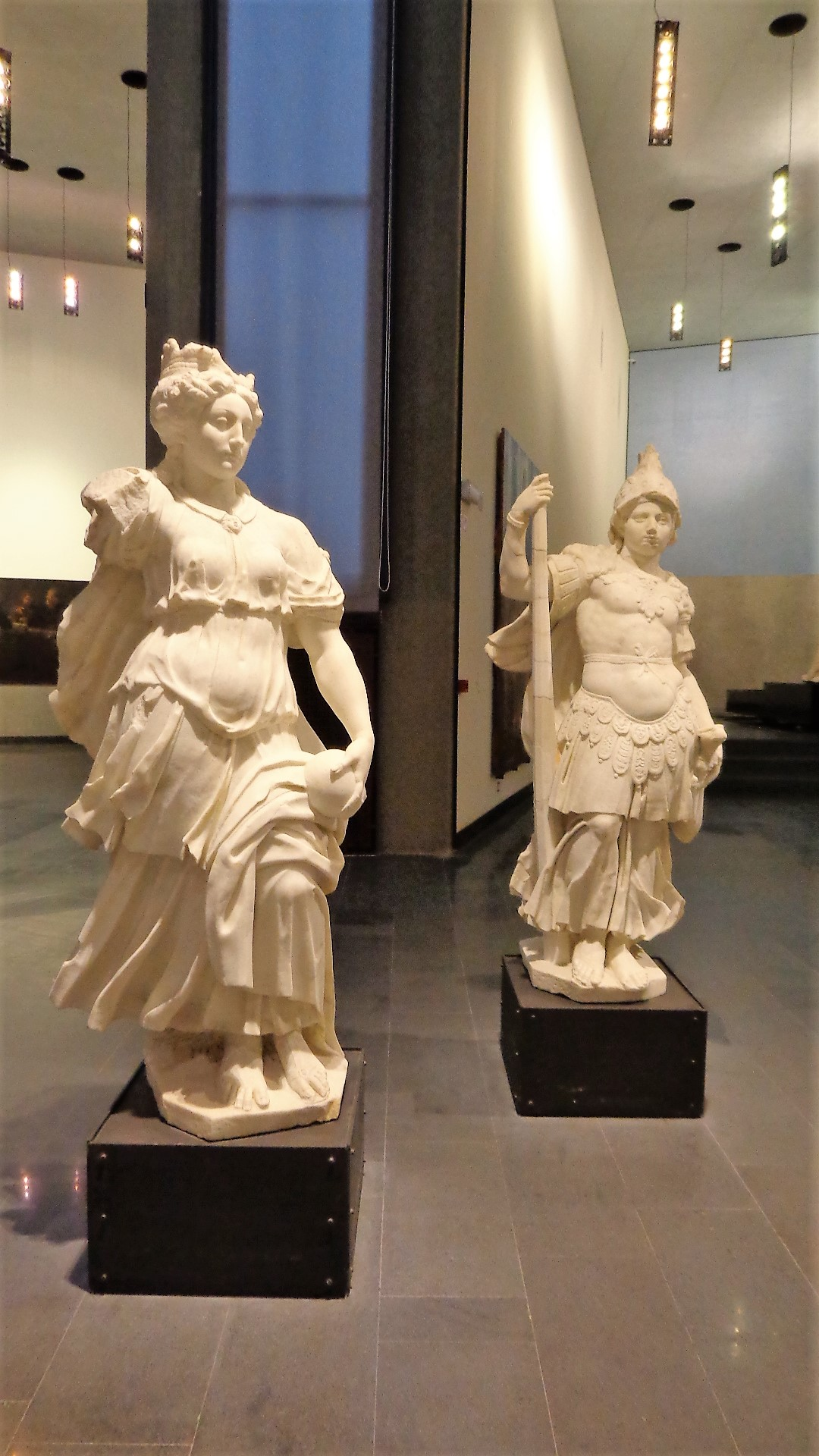
Vittoria o Pace e Fortezza, Martino Montanini, Museo regionale di Messina.

- Santi martiri, busti in alto rilievo in stile gotico di scuola veneta collocati nel primo altare.[14]
- 1836, Quadro dell'Immacolata Concezione di Michele Panebianco in sagrestia.
- Sant'Antonio di Padova, statua d'argento, fine del XVII secolo e coeva Cappella di Sant'Antonio di Padova arricchita con arredi, dipinti e stucchi.[4]
- XVI secolo, Sacra Famiglia, dipinto su tavola, opera documentata di Mariano Riccio.[30][28]
- Tavole di scuola antonelliana, Alonso Rodriguez.
- Tavola del Rosario raffigurante San Girolamo e altri santi, opera di Deodato Guinaccia.[28]
- Concezione della Vergine attribuito ad Antonio di Antonio o alla scuola degli Antoni.[14]
- Stimmate di San Francesco d'Assisi che la tradizione vuole sia opera di Giovanni de Antonio padre di Antonello da Messina.[14]
- XVII secolo, Vergine della Misericordia, opera documentata di Giovanni Simone Comandè.[31]
- Sepolcri di Violante Palizzi, Leonora Procida e Beatrice Belfiore.[3]
- Sepolcro di Giuseppe Costanzo Bonfiglio.
- Bassorilievi raffiguranti la Presentazione di Gesù al Tempio e la Guarigione del paralitico, e due belle statue, identificate come l'Allegoria della Vittoria e l'Allegoria della Forza.

Importanti opere d'arte si conservavano anche nella sagrestia:
- XVI secolo, Adorazione dei Magi assegnata dalle fonti al Albrecht Dürer.
- XVI secolo, San Giovanni che addita Gesù nel deserto, opera di Deodato Guinaccia.[28]
- XVI secolo, Deposizione, opera attribuita a Colijn de Coter, custodita nel Museo regionale di Messina.

e un gran numero di reliquie:
- Frammento della Croce di Cristo.
- Cordone di San Francesco d'Assisi.
- Tre teste delle compagne di Sant'Orsola.
- Osso del Beato Gherardo.
- Osso del braccio di San Lorenzo.
- Frammenti di ossa di San Biagio, San Cristoforo, Sant'Orsola e Santo Stefano.

Le reliquie delle martiri legate a Sant'Orsola fanno riferimento a Santa Gerasina, regina di Sicilia e zia della martire. A Gerasina, sorella di Daria, quest'ultima madre di Orsola, si associano i figli Adriano, Aurea, Babila, Giuliana e Vittoria. Proprio la testa di Santa Gerasina, custodita in questo tempio, fu una reliquia donata da Carlo V di Spagna al vescovo Ottaviano Preconio, confessore personale dell'imperatore.

## Cappella Cottone
Lapide di Andrea Cottone, barone di Bauso, con la seguente iscrizione sepolcrale. "ANDREÆ COTTONIO BAVVSI BARONI, VIRTUDE MORIBVSQVE PRÆDITO, FILIO DILECTISSIMO NEAPOLI DEFVNCTO XVI KAL. SEPTEMBRIS MDLXI POST SEXTVM, ET TRIGESIMVM ÆTATIS ANNVM STEPHANVS PATER MÆSTISSIMVS."
Lapide di Giovanni, Nicolò, Giovanni Antonio Cottone, baroni di Bauso, con la seguente iscrizione sepolcrale. "DOMINVS BARONIBVS JOANNI, NICOLAO, JOANNI ANTONIO COTTONIBVS, DVLCISSIMIS FRATIBVS, VIRTVTIBVS INGENIO, OPTIMISQVE MORIBVS PRÆDITIS, MAJOR NATV OBIIT ÆTATIS SVE ANN. XXXII VLTIMI AVGVSTI MDL. MINOR VERO' ANN AGENS XXVI VLTIMVM MDLI. MÆSTISSIMVS PATER HVNC PIE' EREXIT TVMVLVM DIE X. JVNII. MDLI."

## Convento di San Francesco d'Assisi all'Immacolata
Verosimilmente durante i «Capitoli Generali» di Assisi (1279) e Parigi (1292) siano stati disposti l'erezione in ogni provincia dell'Ordine di studia in artibus. Pertanto negli ultimi anni del XIII secolo nei maggiori centri (le due capitali dell'isola) Messina e Palermo della «Provincia di Sicilia» furono istituite le prestigiose sedi di studio della grammatica, logica e filosofia del francescanesimo siciliano. E poi ancora le discipline in diritto canonico e teologia, dogmatica, etica, morale, greco, arabo, ebraico, armeno, caldeo, siriaco, aramaico. Tutti insegnamenti impartiti e cattedre ricoperte da eminenti personalità, in seguito estesi anche presso la locale università e gli istituti superiori di cultura classica.

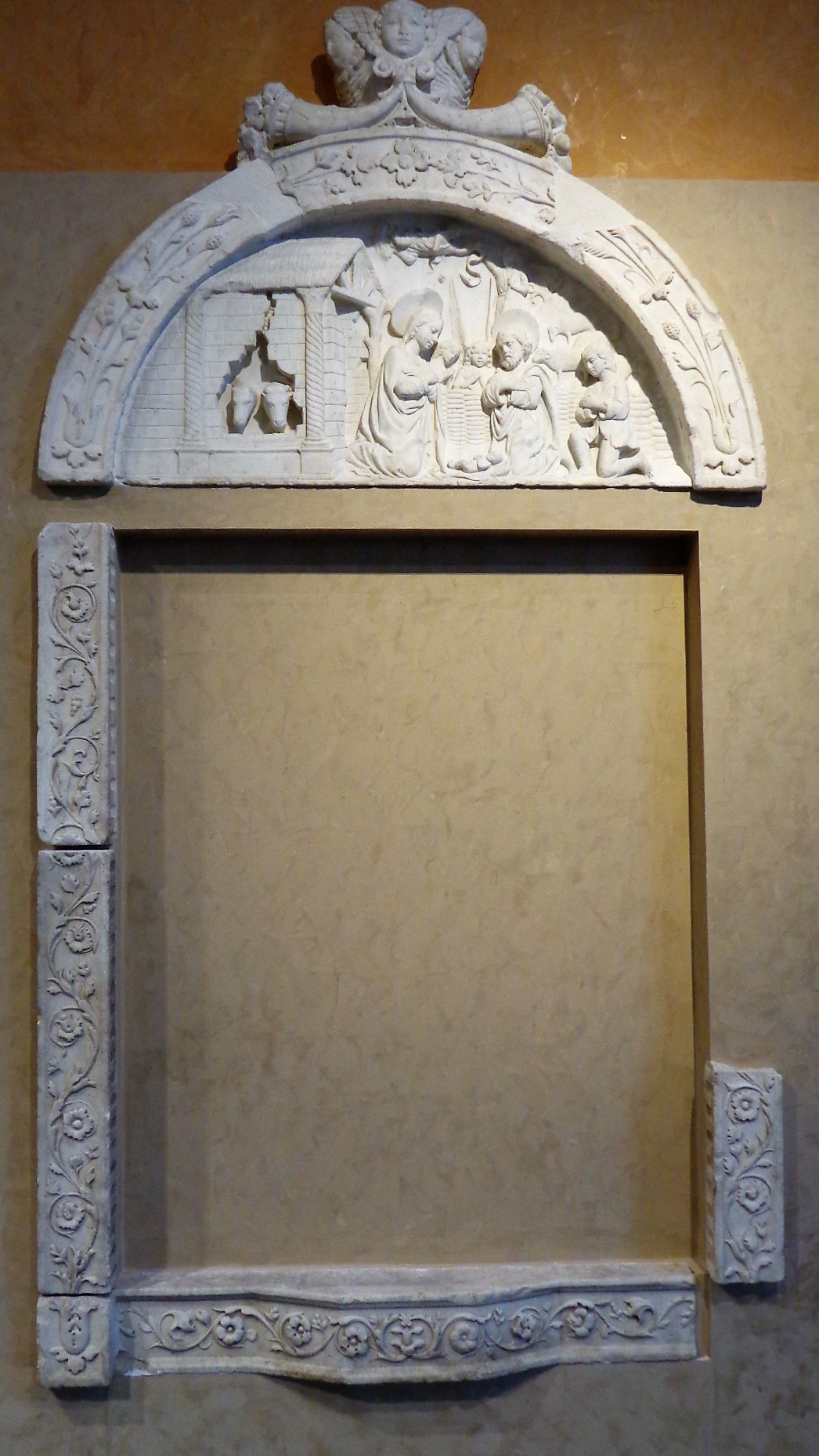
Edicola, Antonello Gagini, Museo regionale di Messina.

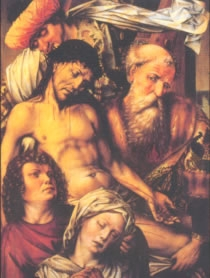
Deposizione, Colijn de Coter, Museo regionale di Messina.

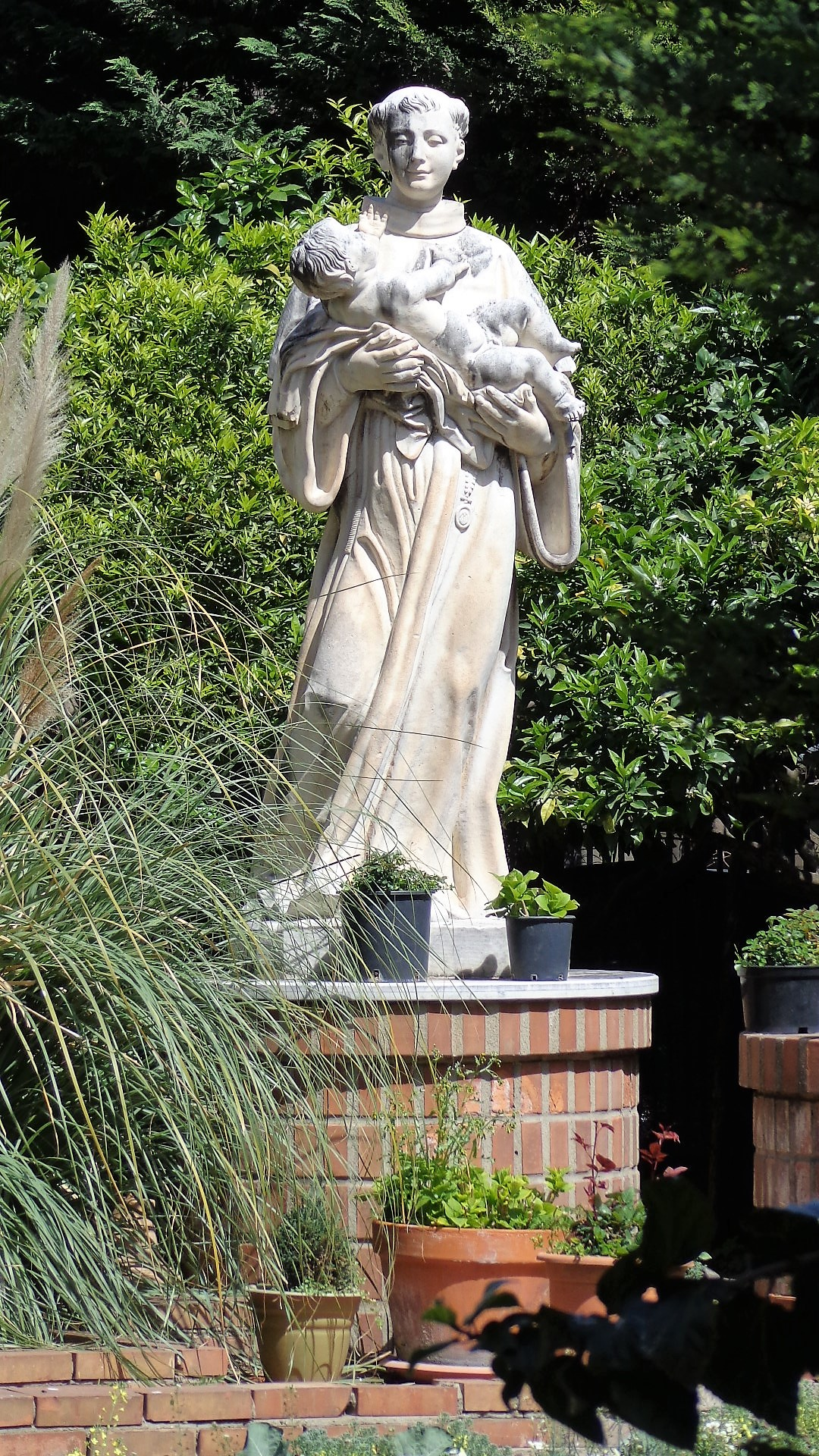
Statua di Sant'Antonio di Padova, cortile del convento.

- Chiostro di stile rinascimentale delimitato da trentasei colonne in marmo sulle quali erano impostati archi a tutto sesto, al centro cortile è documentata la statua raffigurante Sant'Antonio di Padova,[3] scultura oggi posta nel giardino dietro le absidi. La costruzione, forse promossa dalla nobile famiglia Marullo di Condoianni, fra le migliori esistenti in Messina, a dirigere le maestranze Antonello Freri.
- Chiostro edificato su progetto e disegni di Polidoro da Caravaggio.

Interventi di Domenico Gagini, Giovan Battista e Giandomenico Mazzolo. E ancora di Cristoforo da Como, Andrea Mancino e Gabriele di Battista. Fu completato nel 1566 dopo svariati decenni di lavoro, ulteriori commissioni documentano un pozzo al centro.
La primitiva cappella di Sant'Antonio era stata edificata presso la cella da lui abitata e il pozzo del chiostro, in essa sono documentati un altare ligneo e un'edicola marmorea attribuita ad Antonello Gagini. I frammenti della ricca cornice custoditi nel Museo regionale di Messina inquadravano un piccolo vano entro il quale era probabilmente collocato il veneratissimo simulacro ligneo della Madonna del Parto, eseguito nel 1511 circa, su commissione di Cassandra Bonfiglio, e sostituito in seguito a danneggiamento, da un dipinto di Mario Minniti. La ricca lunetta è menzionata da Gioacchino di Marzo e descritta da Carmelo La Farina in una lettera, datata 1 maggio 1834, indirizzata al canonico Giuseppe Alessi, erudito e collezionista ennese. L'ambiente fu affrescato da Giovanni Tuccari.
Sede del capitolo provinciale del 1443.
- 1618: sono aggregati i conventi dell'ordine di Bauso, Santa Lucia del Mela, Novara di Sicilia, Savoca e Taormina.
- XVIII secolo: le arcate del chiostro sono ornate da affreschi, opera di Filippo Tancredi, raffiguranti episodi francescani o di vita e miracoli di Sant'Antonio di Padova, opere documentate durante l'occupazione militare cittadina coincidente con la rivolta antispagnola (1674 - 1678).[3][35]
- 1743: peste di Messina, il pericoloso contagio decimò il numero di religiosi.
- 1806: occupazione inglese, devastazioni.
- 1860: occupazione garibaldina, devastazioni.
- 1863 30 agosto: il convento è occupato, completamente soppresso nel 1866 come conseguenza dell'applicazione delle leggi eversive e adibito ad uffici dell'Intendenza di Finanza.
- 1895: ricomposizione della comunità di frati. Nel dopoguerra il convento è stato ampliato con la costruzione di alcuni locali adiacenti alla chiesa, adibiti ad usi sociali.

Presso il convento sono documentati i sodalizi della congregazione dell'Immacolata Concezione, della congregazione dei Flagellati sotto il titolo di «San Luigi» e della congregazione di Sant'Antonio di Padova.

## Confraternite
- Confraternita della Madonna del Parto: sodalizio attestato nel tempio in epoca aragonese.

## Cappella Reale
Cappella Reale e istituzione conventuale capo della Provincia dei Francescani di Sicilia per privilegio dell'imperatore Carlo V.

## Chiesa di San Leone
- 1212: primitivo insediamento dei primi membri dell'Ordine dei frati minori. Concessione dell'archimandrita ubicata fuori le mura cittadine.[37]

## Chiesa di Sant'Erasmo
Luogo di culto adiacente al convento posseduto dai frati dell'Ordine fino al 1452, anno in cui è ceduto ai rettori e confrati del sodalizio della corporazione dei bottai sotto il titolo di «San Girolamo». Addossata alle absidi della costruzione principale, fu distrutta nell'incendio del 1884.
- ?, San Girolamo, dipinto, opera attribuita a Antonio Catalano il Vecchio.[23]
- 1480, Vergine con Bambino raffigurata fra San Francesco d'Assisi e San Lorenzo, dipinto d'autore ignoto.
- 1608, Vergine con Bambino raffigurata fra Sant'Erasmo e Sant'Antonio di Padova, dipinto, opera autografa di Gaspare Camarda.[23]

### Confraternita di San Girolamo de' Bottai
9 luglio 1452: la chiesa di Sant'Erasmo fu concessa ai rettori e confrati della confraternita dei bottai.

### Chiesa della Madonna della Luce
Chiesa innalzata dirimpetto la porta principale del convento.
Ciclo di affreschi con tema episodi dell'Antico Testamento e Santi Messinesi, opera di Giovanni Tuccari.
Ciclo di dipinti ad olio, opera di Giovanni Tuccari.

## Feste religiose
- 13 giugno, Sant'Antonio di Padova, corteo processionale.
- 4 ottobre, San Francesco d'Assisi, Festa del patrono d'Italia.
- 8 dicembre, Immacolata Concezione, corteo processionale. Il giuramento e voto alla Vergine risale al 1647, confermato e rinnovato nel 1656 dall'arcivescovo Simone Caraffa nella chiesa di Gesù e Maria in San Giovanni col concorso del Capitolo, Senato e Popolo messinese.[8]

## Galleria d'immagini

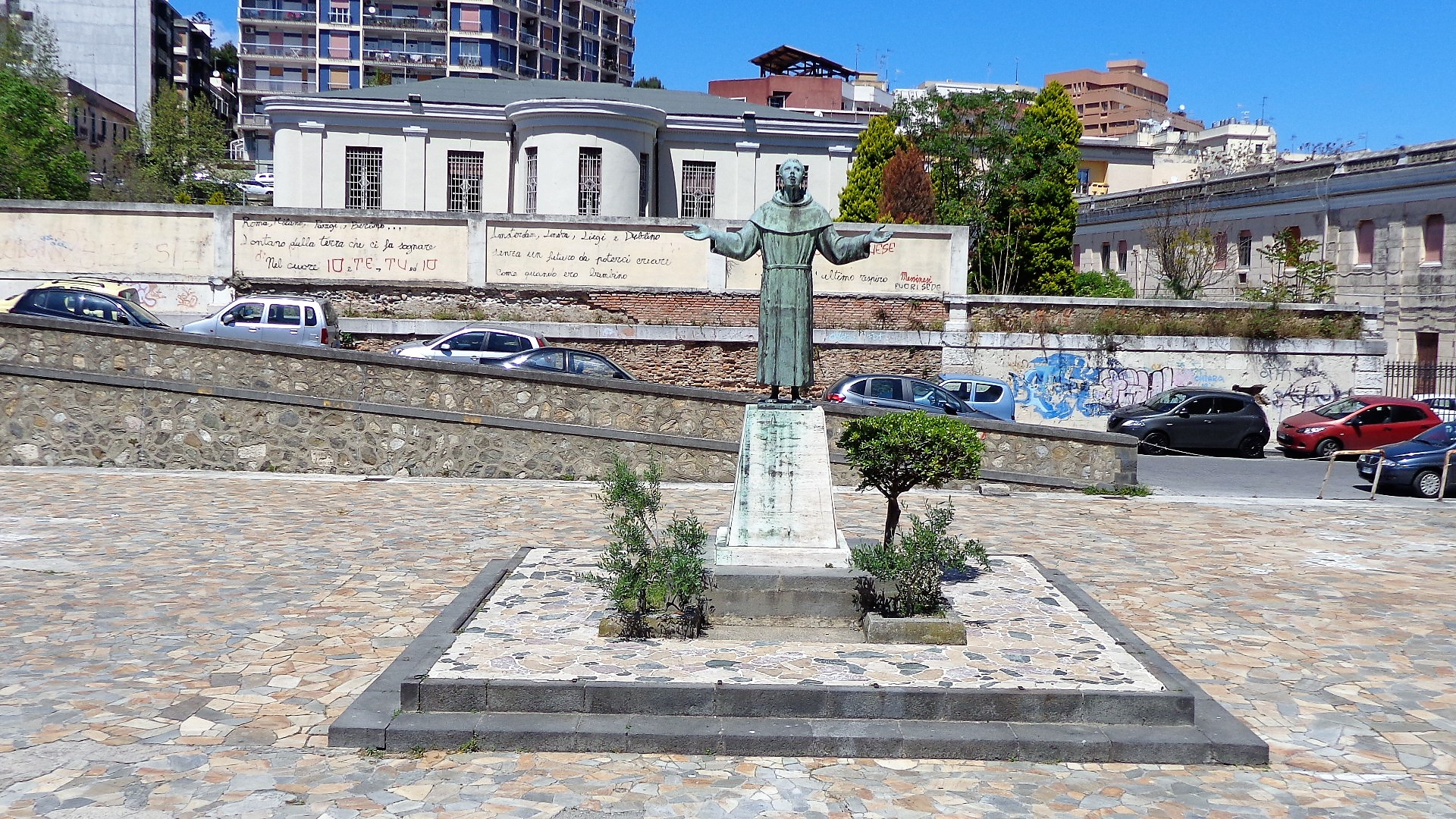
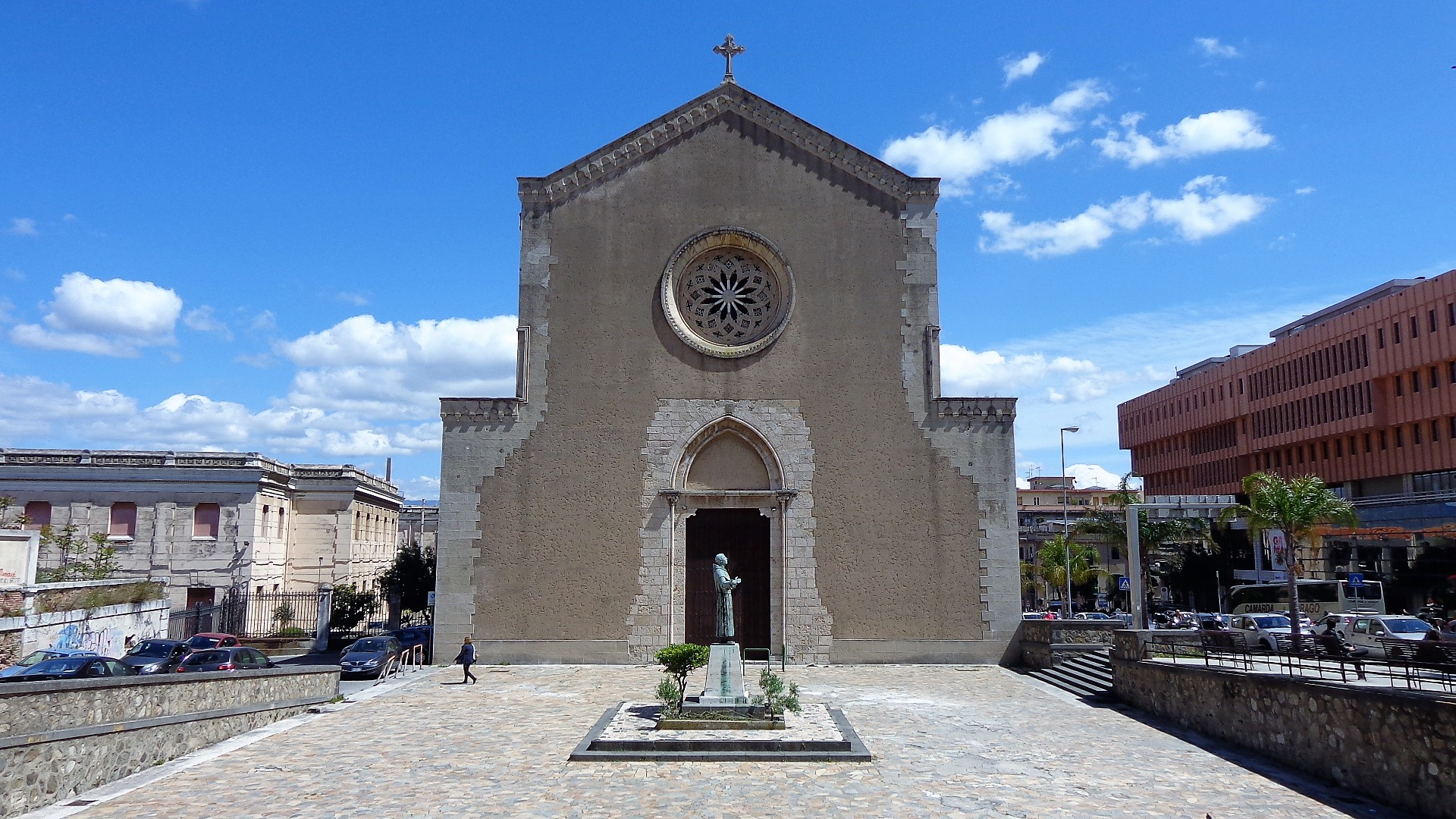
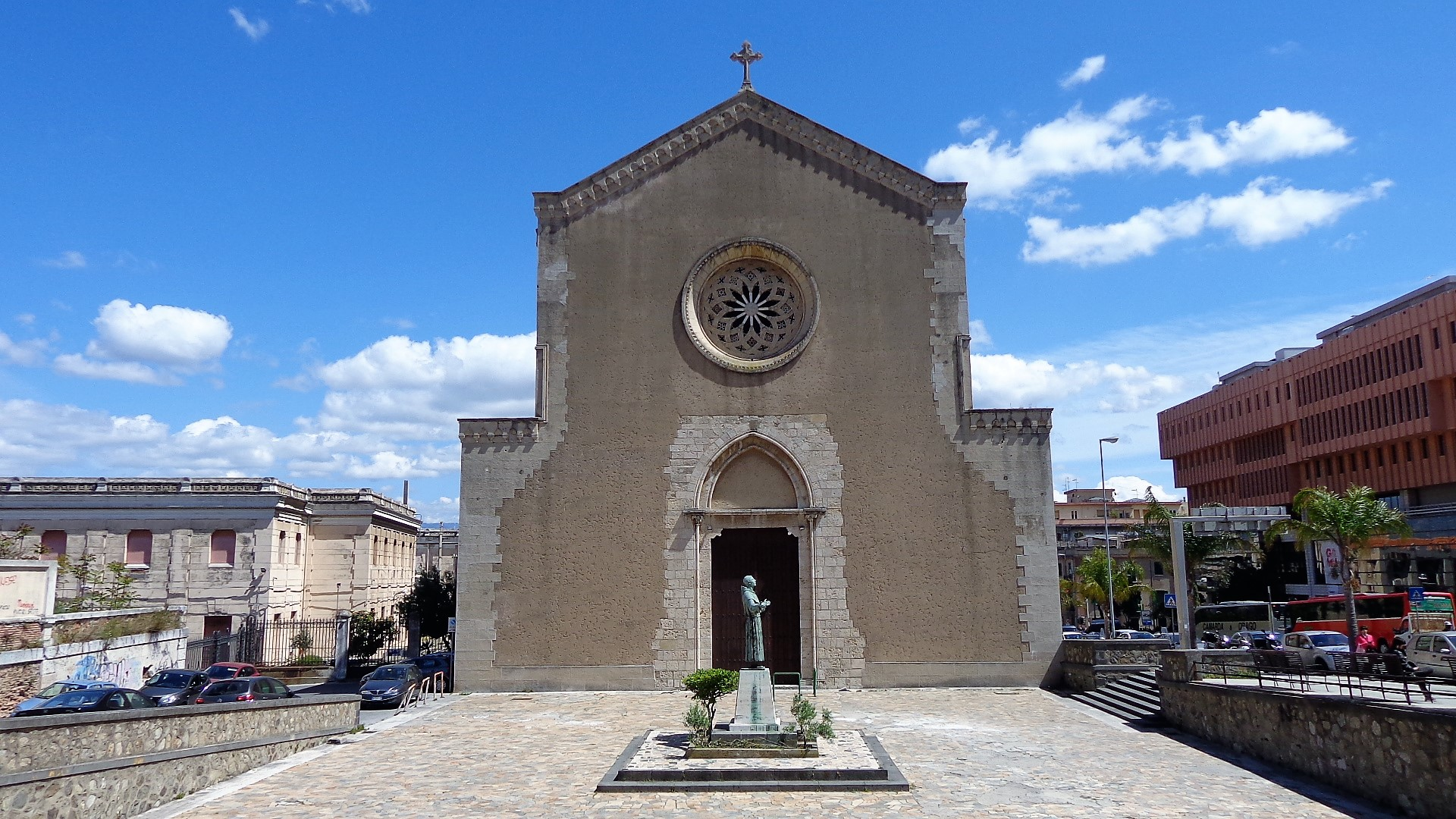
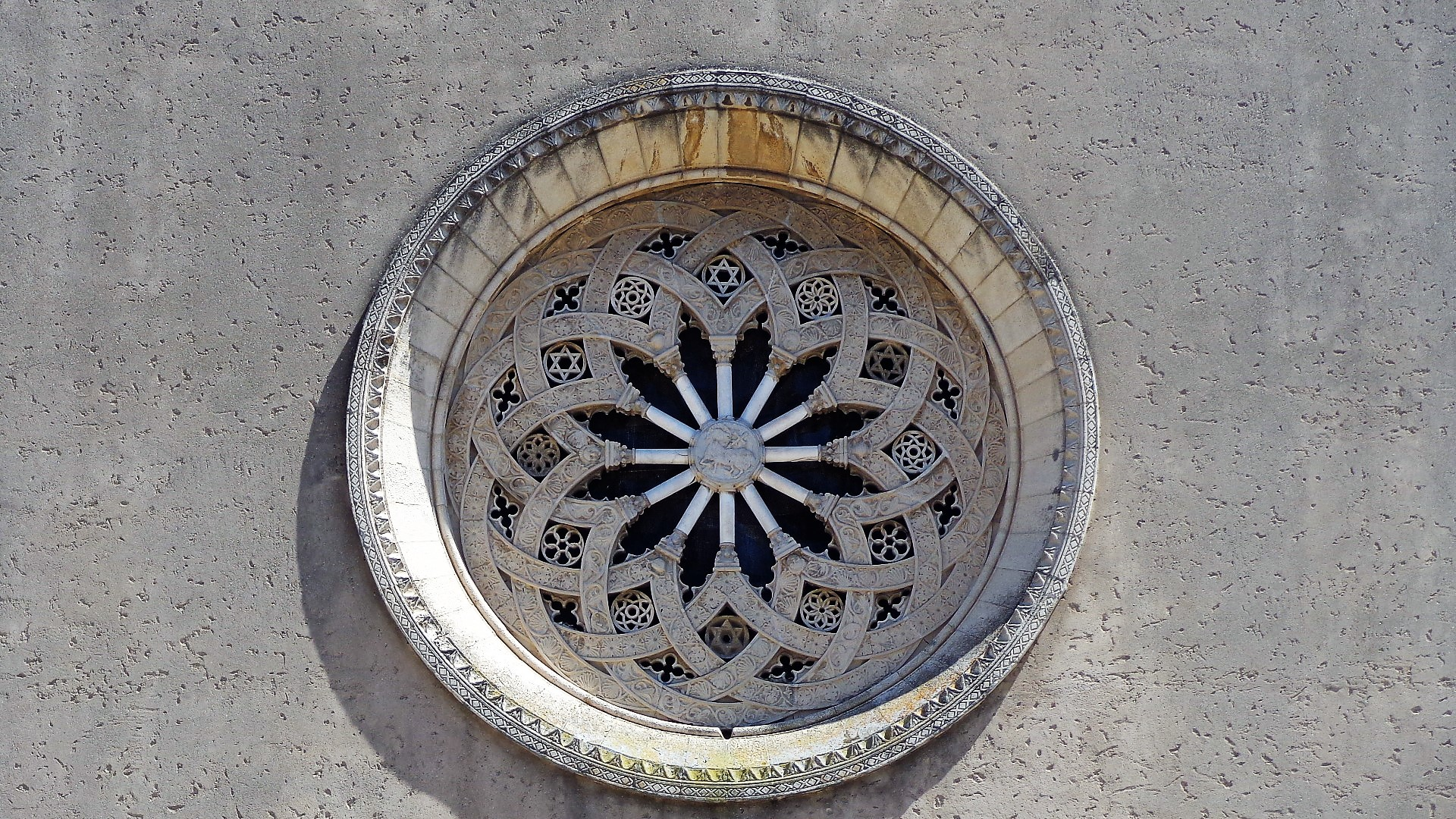